# Мелколепестник сложный
Мелколепестник сложный, или мелколепестник сложноцветный (лат. Erigeron compositus) — вид двудольных растений рода Мелколепестник (Erigeron) семейства Астровые (Asteraceae). Таксономическое название опубликовано немецко-американским ботаником Фредериком Трауготтом Пуршем в 1814 году.

## Распространение, описание
Встречается в Северной Америке (США, Канада, Гренландия), умеренном поясе Азии и на Дальнем Востоке России.
Многолетнее растение с прямостоячим стеблем высотой до 25 см. Листья в основном прикорневые. Цветёт с мая—июня по август.

## Замечания по охране
Внесён в Красную книгу России, а также в региональные Красные книги Чукотского автономного округа и Камчатского края. Ранее растение включалось в Красные книги СССР и РСФСР.

## Синонимы
Синонимичные названия:
- Cineraria lewisii Richardson
- Erigeron compositus var. breviradiatus A.Nelson
- Erigeron compositus f. breviradiatus Abrom.
- Erigeron compositus f. deficiens (J.F.Macbr. & Payson) Vict. & J.Rousseau
- Erigeron compositus f. discoideus (A.Gray) Vict. & J.Rousseau
- Erigeron compositus subsp. discoideus (A.Gray) Piper
- Erigeron compositus var. discoideus A.Gray
- Erigeron compositus var. glabratus Macoun
- Erigeron compositus var. grandiflorus Hook.
- Erigeron compositus var. incertus (A.Nelson) A.Nelson
- Erigeron compositus var. multifidus (Rydb.) J.F.Macbr. & Payson
- Erigeron compositus var. petraeus J.F.Macbr. & Payson
- Erigeron compositus var. submontanus M.Peck
- Erigeron compositus subsp. trifidus (Hook.) Piper
- Erigeron compositus f. trifidus (Hook.) Fernald
- Erigeron compositus var. typicus Hook.
- Erigeron gormanii Greene
- Erigeron multifidus Rydb.
- Erigeron multifidus var. discoideus (A.Gray) Rydb.
- Erigeron multifidus var. incertus A.Nelson
- Erigeron multifidus var. multifidus
- Erigeron pedatus Nutt.
- Erigeron trifidus var. discoideus (A.Gray) A.Nelson
- Erigeron trifidus var. prasinus J.F.Macbr. & Payson